# جلان روبسون
جلان روبسون (بالإنجليزية: Glen Robson)‏ (25 سبتمبر 1977 بسندرلاند في المملكة المتحدة - ) هو لاعب كرة قدم بريطاني في مركز الهجوم. لعب مع نادي روتشديل ونادي هاروجيت تاون ونادي بليث سبارتانز ودورهام سيتي ‏ وبيدلينجتون تيريرز ‏ وبراندون يونايتد وConsett A.F.C. ‏ وMorpeth Town A.F.C. ‏ وMurton A.F.C. ‏ وNewton Aycliffe F.C. ‏ وShildon A.F.C. ‏ وسبنيمور يونايتد ‏ وStokesley Sports Club F.C. ‏ وSunderland Ryhope Community Association F.C. ‏ ودارلينجتون إف سى.

## وصلات خارجية
- جلان روبسون على موقع قاعدة بيانات كرة القدم.إي يو (الإنجليزية)
- جلان روبسون على موقع قاعدة بيانات كرة القدم.إي يو (الإنجليزية)